# Antofagasta (stad)
Antofagasta is de belangrijkste havenstad van het noorden van Chili en hoofdstad van de regio Antofagasta. Tevens is ze een gemeente. Het inwonertal was 361.873 inwoners in 2017, met een grote Kroatische en Griekse minderheid.
De stad is gelegen in de Atacamawoestijn aan de kust van de Grote Oceaan. Tot 1883 behoorde de stad tot Bolivia, waarna Chili het gebied veroverde in de Salpeteroorlog. Op 20 oktober 1904 tekenden beide landen een vredesverdrag met de definitieve vaststelling van de grenzen en Antofagasta lag in Chili. Chili stemde in met de aanleg van een spoorlijn van de kust naar La Paz, een afstand van 1500 kilometer. De stad leeft vooral van de uitvoer van koper uit de mijnen in de regio, waaronder Chuquicamata, de grootste open kopermijn ter wereld. Eerder dreef de stad op de uitvoer van salpeter. 
De stad kent een aantal opmerkelijke monumenten zoals de klokkentoren op het Plaza de Armas en de gebouwen behorende bij de vroegere spoorweg naar La Paz, Bolivia.
Op 19 juni 1991 vond een grote aardverschuiving plaats na een uitzonderlijk zware regenbui. In een dag viel 40 millimeter neerslag, dat was gelijk aan tien jaar regen want jaarlijks valt er niet meer dan 4 millimeter. De schade was groot en zo'n 20.000 van de 220.000 inwoners van de havenstad zijn dakloos geraakt door de modderlawine. Er vielen ook tientallen doden. Op 30 juli 1995 was dichtbij de plaats een zware aardbeving. Er was veel schade en de haven kon maar 30% van de capaciteit gebruiken. De aantal slachtoffers bleef beperkt tot drie doden, maar meer dan 300 huizen zijn gesloopt omdat ze onherstelbaar waren beschadigd.

## Bekende inwoners van Antofagasta

### Geboren
- Edmundo Pérez Zujovic (1912-1971), politicus
- Lucía Hiriart de Pinochet (1923-2021), presidentsvrouw (echtgenote van president-dictator generaal Augusto Pinochet)
- Luis Santibáñez (1936-2008), voetbaltrainer
- Pedro Reyes (1972), voetballer
- Erick Pulgar (1994), voetballer

## Galerij

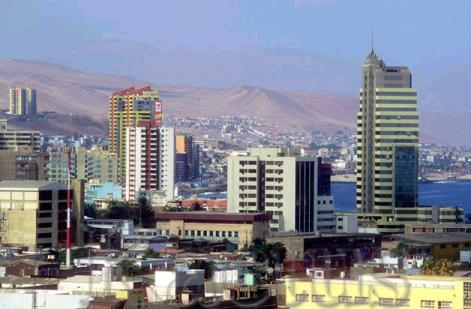
Antofagasta
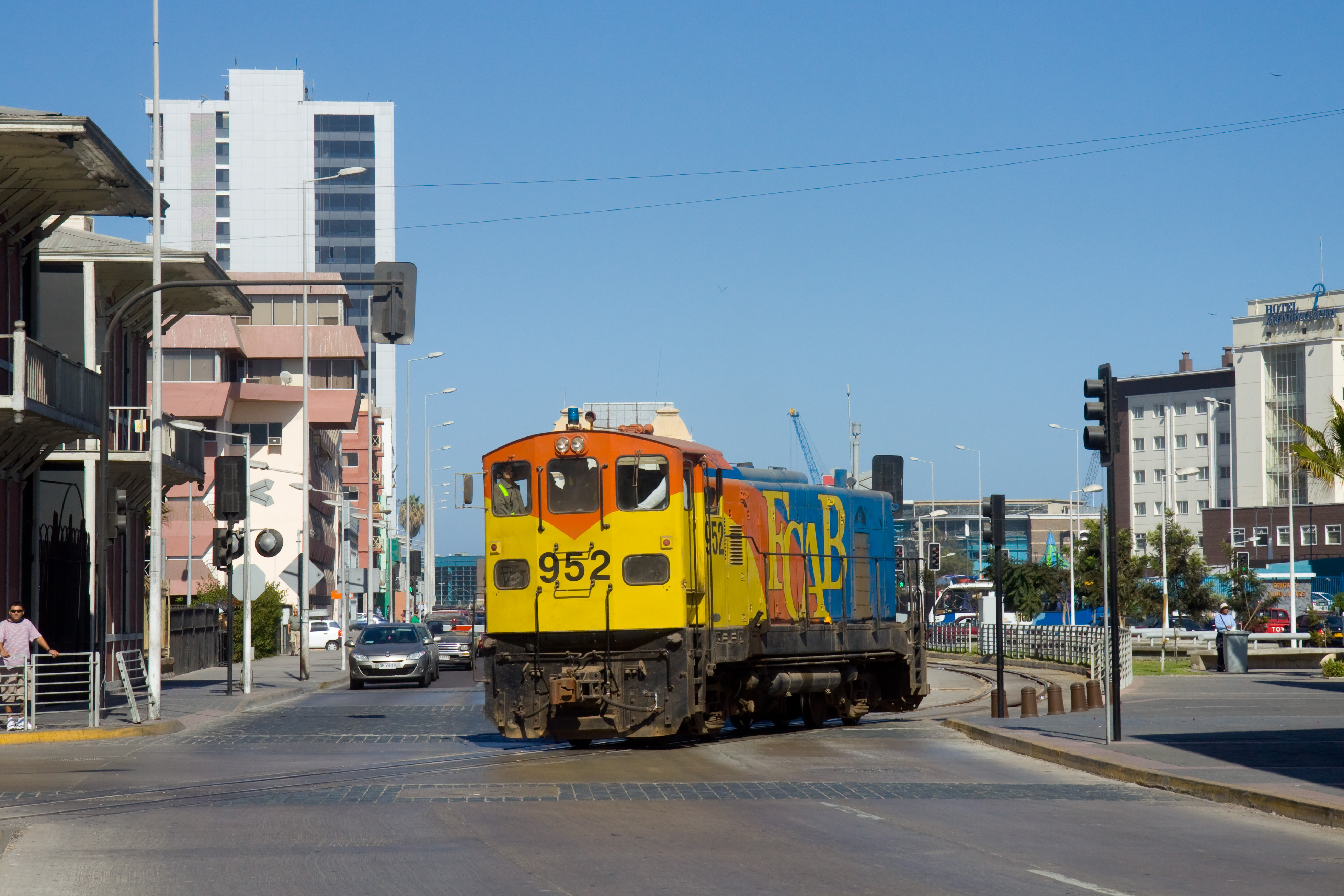
Trein in Antofagasta

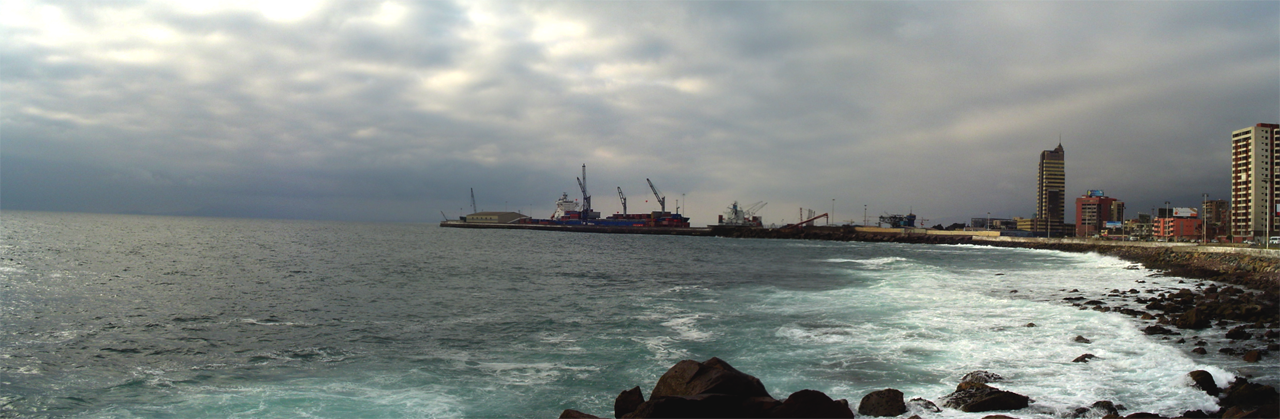
De haven van Antofagasta